# Sica Sica (gemeente)
Sica Sica is een gemeente (municipio) in de Boliviaanse provincie Aroma in het departement La Paz. De gemeente telt naar schatting 32.074 inwoners (2018). De hoofdplaats is Sica Sica.